# 1828 en science-fiction
| Années de la science-fiction : 1825 - 1826 - 1827 - 1828 - 1829 - 1830 - 1831    |
| Décennies de la science-fiction : 1790 - 1800 - 1810 - 1820 - 1830 - 1840 - 1850 |

L'année 1828 a connu, en matière de science-fiction, les faits suivants.

## Naissances et décès

### Naissances
- 8 février : Jules Verne, écrivain français, mort en 1905.
- 31 décembre : Fitz-James O'Brien, écrivain américain, mort en 1862.

## Événements
- 12 août : le journaliste Jean-Jacques Ampère, du Globe, introduit le terme « fantastique » en parlant de l'œuvre d'Hoffmann.

## Parutions littéraires

### Romans
- Salathiel. A Story of the Past, the Present, and the Future (Salathiel. Une histoire du passé, du présent et du futur) de George Croly (en), Londres, Colburn.